# Колос (футбольный клуб, Степовое)
Футбольный клуб «Колос» (укр. Футбольний клуб "Колос") — украинский любительский футбольный клуб из Степового (Николаевская область). Выступал в Чемпионате Николаевской области по футболу, любительских чемпионатах Украины. 
В 2011 команда принимала участие в розыгрыше сельского суперкубка Украины, где заняла второе место

## История
На протяжении 90-х и 2000-х годов был безоговорочным флагманом среди любительских клубов Николаевской области. Командой опекался президент клуба Владимир Погорелов, директор ГП «Племрепродуктор». Прекратил выступления в ноябре 2008 года из-за финансовых проблем многолетнего спонсора.
Все успехи клуба были связаны с именем тренера Виктора Ивановича Журова, который проработал с коллективом 17 лет.
После смерти Владимира Погорелова в Степовом не нашлось возможности сохранить свою команду. Все игроки и тренерский штаб перешли в ФК «Врадиевку».

## Достижения
- Чемпион Николаевской области — 1995/96, 1996/97, 1998/99, 1999 (осень), 2000, 2003
- Обладатель Кубка Николаевской области — 1999, 2000, 2004, 2005, 2006[7]
- Обладатель Суперкубка Николаевской области — 2002, 2003, 2005
- Высшее положение в Любительском чемпионате Украины — 5 место (сезон 1999).
- Участник финальных стадий Любительского чемпионата Украины — 1999 и 2000
- Чемпион Украины среди сельских команд «Золотой Колос» — 1998, 2007
- Серебряный призёр чемпионата «Золотой Колос» — 1997, 2000, 2001
- Бронзовый призёр чемпионата «Золотой Колос» — 2006[8]
- Обладатель кубка Украины «Золотой Колос» — 1997 и 2000
- Обладатель суперкубка Украины «Золотой Колос» — 2007 г.[9]
- Финалист суперкубка — 2008[10]
- Чемпион Всеукраинских сельских спортивных игр среди отраслей — 2003, 2004
- Чемпион Всеукраинских сельских спортивных игр среди коллективов — 2007[11]